# جمهور (شاهنامه)
جُمهور، در شاهنامه، نام شاه هندوستان است. بر اساس توصیف شاهنامه از جمهور، از کشمیر تا مرز چین به فرمان او بود و وی در این محدوده با اقتدار حُکم می‌راند.
جمهور، همسری هوشمند و نژاده(با اصل و نَسَب) داشت که این همسر برای او پسری به دنیا آورد که نامش را گو نهادند.
پس از چندی، جُمهور به بیماری سختی دچار شد و درگذشت. و برادرش مای به سلطنت می‌نشیند همسر جمهور با مای ازدواج می‌کند و صاحب پسری به نام طلخند می‌شود.  بعدها  گو و طلخند بر سر جانشینی مای برابر یکدیگر ایستادند که به پیروزی گو انجامید. این ماجرا، سرانجام به پیدایش و توسعهٔ شطرنج در هند انجامید.
فردوسی در بیتی از شاهنامه اش، از جمهور چنین یاد کرده‌است:
| خنیده به هر جای، جمهور نام |  | به مردی به هر جای، گسترده کام |